# Baños de la Encina, Jaén
Baños de la Encina este un oraș din Spania, situat în provincia Jaen din comunitatea autonomă Andaluzia. Are o populație de 2.715 de locuitori.